# Videografia de Britney Spears

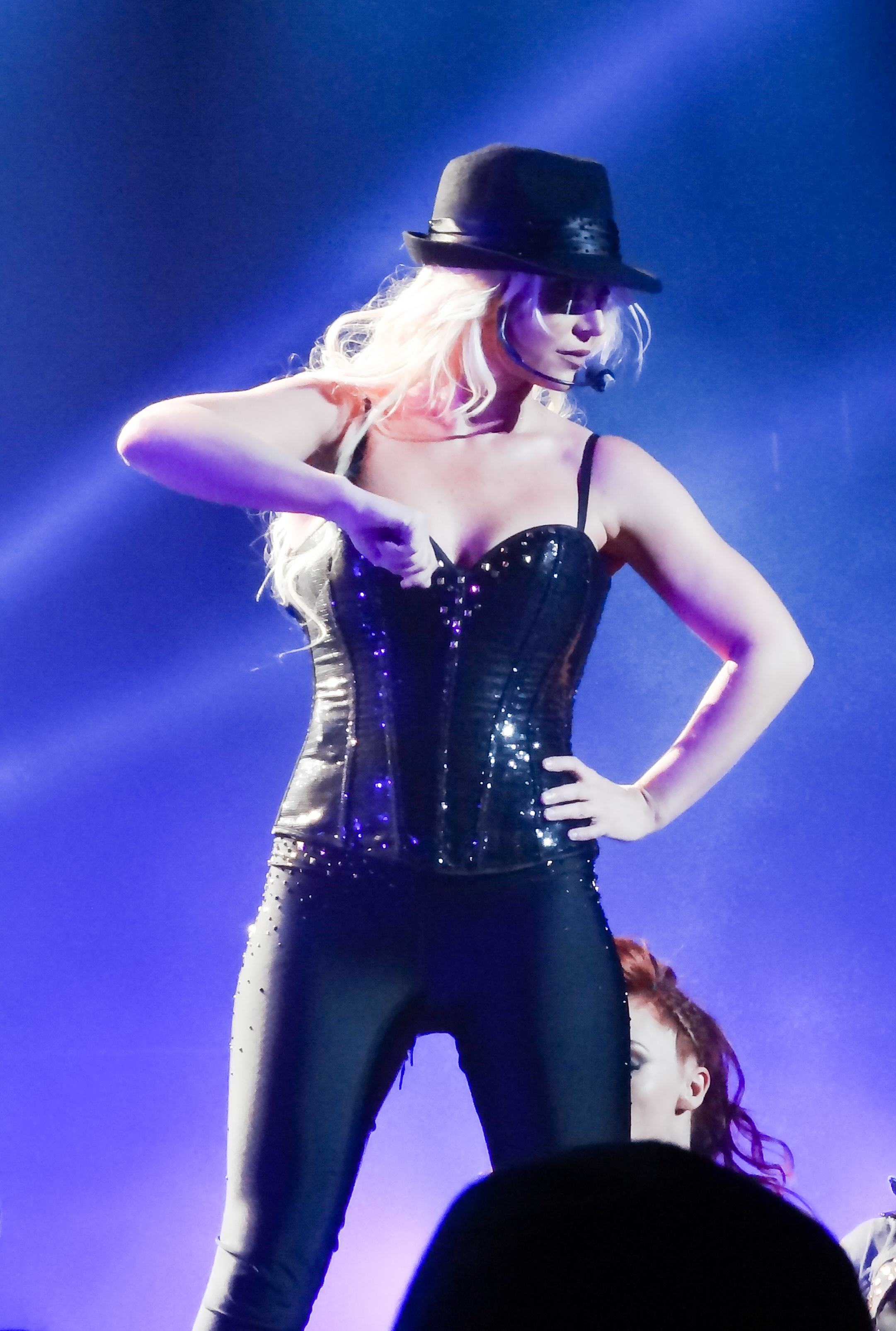
Spears durante apresentação do concerto Britney: Piece of Me em 2014.

A videografia de Britney Spears, cantora e compositora americana, consiste em quarenta e quatro videoclipes (incluindo três como artista convidada), sete álbuns de vídeo e três documentários. Após participar por duas temporadas do Mickey Mouse Club entre 1993 e 1994, Spears assinou um contrato com a Jive Records em 1997. No ano posterior, "...Baby One More Time" foi lançado como single de estreia da artista. O vídeo musical da canção foi dirigido por Nigel Dick e o conceito elaborado pela cantora, que estava insatisfeita com a ideia original. Creditado como um dos responsáveis pelo sucesso da música, o clipe causou controvérsia devido ao uniforme colegial. Foi eleito "Most Iconic Clip" na história do Total Request Live em 2008 e "Best '90s Music Video" segundo votação dos leitores da Billboard em 2011. Adotando um tom mais maduro no terceiro álbum, a vocalista optou por fazer o videoclipe de "I'm a Slave 4 U" ousado, com foco nos movimentos de dança e na sensualidade. Foi declarado "Sexiest Video of all Time" em 2007 pelo canal MuchMusic.
O vídeo de "Toxic", do disco seguinte, apresenta Spears como uma agente em busca de vingança contra o ex-namorado. A artista exibe o corpo nu coberto por diamantes durante o clipe, que recebeu indicação em diversas premiações, vencendo a categoria "Outstanding Visual Effects in a Music Video" nos Visual Effects Society Awards de 2005. Dirigido por David LaChapelle, o videoclipe de "Everytime" teve o conceito alterado por causa de alegações de que a intérprete estaria exaltando o suicídio. Exibindo uma perspectiva obscura da fama, foram realizadas referências religiosas e uma sugestão de reencarnação. Alguns analistas notaram que a obra prenunciou os problemas que a cantora enfrentaria em consequência da atenção incessante da imprensa. O vídeo de "Piece of Me" mostrou a vocalista parodiando a própria vida de uma maneira confiante. Conquistou três prêmios nos MTV Video Music Awards de 2008, incluindo o de "Video of the Year".
"Womanizer" foi considerado o retorno de Spears a boa forma após os transtornos na vida pessoal, reconhecido como "Clip de l’année" nos NRJ Music Awards de 2009. O clipe de "Circus" foi alvo de críticas da organização People for the Ethical Treatment of Animals por usar "leões e elefantes cruelmente treinados". No entanto, as alegações foram negadas pelos treinadores dos animais. "Radar" prestou homenagem ao videoclipe da canção "Take a Bow", de Madonna. Em 2011, políticos de Hackney acusaram o vídeo de "Criminal" de glorificar a violência, ao passo que uma analista observou sentimento antibritânico no projeto. Representantes da artista declararam que a gravação retrata uma história fictícia, na qual Jason Trawick interpreta um personagem presente na letra da música. O clipe de "Pretty Girls", colaboração com Iggy Azalea, foi inspirado no filme Earth Girls Are Easy, de 1988. Nos MTV Video Music Awards de 2011, Spears foi premiada com o "Michael Jackson Video Vanguard Award" por suas contribuições significativas na realização de vídeos musicais. Onze videoclipes da intérprete conquistaram o "Vevo Certified", estando alguns entre os mais caros da história.

## Vídeos musicais

### Como artista principal
| Ano  | Canção                                                    | Diretor                          | Notas | Ref.                                                                                      |
| ---- | --------------------------------------------------------- | -------------------------------- | --- | ----------------------------------------------------------------------------------------- |
| 1998 | "...Baby One More Time"                                   | Nigel Dick                       | - Best '90s Music Video segundo a Billboard's Readers Poll. - Most Iconic Clip na história do Total Request Live. - 90ª colocação na lista 100 Greatest Videos do VH1. - Vevo Certified. - Nomeado - MTV Video Music Award para Best Choreography. - Nomeado - MTV Video Music Award para Best Female Video. - Nomeado - MTV Video Music Award para Best Pop Video. | [ 36 ] [ 37 ] [ 1 ] [ 9 ] [ 8 ] [ 38 ] [ 39 ]                                             |
| 1999 | "Sometimes"                                               | Nigel Dick                       | |                                                                                           |
| 1999 | "(You Drive Me) Crazy"                                    | Nigel Dick                       | - Nomeado - MTV Video Music Award para Best Dance Video. | [ 40 ]                                                                                    |
| 1999 | "Born to Make You Happy"                                  | Billie Woodruff                  | | [ 1 ]                                                                                     |
| 1999 | "From the Bottom of My Broken Heart"                      | Gregory Dark                     | | [ 1 ]                                                                                     |
| 2000 | "Oops!... I Did It Again"                                 | Nigel Dick                       | - Vevo Certified. - Nomeado - MTV Video Music Award para Best Female Video. - Nomeado - MTV Video Music Award para Best Pop Video. - Nomeado - MTV Video Music Award para Viewer's Choice. | [ 1 ] [ 32 ] [ 40 ]                                                                       |
| 2000 | "Lucky"                                                   | Dave Meyers                      | | [ 1 ]                                                                                     |
| 2000 | "Stronger"                                                | Joseph Kahn                      | - Nomeado - MTV Video Music Award para Best Pop Video. | [ 1 ] [ 41 ]                                                                              |
| 2001 | "Don't Let Me Be the Last to Know"                        | Herb Ritts                       | - Nomeado - My VH1 Music Award para Is it hot in here, or is it just my video? | [ 1 ] [ 42 ]                                                                              |
| 2001 | "When Your Eyes Say It"                                   | Jonathan Dayton e Valerie Faris  | | [ 1 ]                                                                                     |
| 2001 | "I'm a Slave 4 U"                                         | Francis Lawrence                 | - Sexiest Video of all Time de acordo com o MuchMusic. - Nomeado - MTV Video Music Award para Best Choreography. - Nomeado - MTV Video Music Award para Best Dance Video. - Nomeado - MTV Video Music Award para Best Female Video. | [ 1 ] [ 10 ] [ 12 ] [ 44 ]                                                                |
| 2001 | "Overprotected"                                           | Billie Woodruff                  | | [ 1 ]                                                                                     |
| 2002 | "I'm Not a Girl, Not Yet a Woman"                         | Wayne Isham                      | - Japan Gold Disc Award para International Music Video of the Year Short-Form. | [ 1 ] [ 45 ]                                                                              |
| 2002 | "Overprotected (Darkchild Remix)"                         | Chris Applebaum                  | |                                                                                           |
| 2002 | "I Love Rock 'n Roll"                                     | Chris Applebaum                  | - Nomeado - MTV Asia Award para Favorite Video. | [ 46 ]                                                                                    |
| 2002 | "Boys (The Co-Ed Remix)" (com part. de Pharrell Williams) | Dave Meyers                      | - Nomeado - MTV Video Music Award para Best Video from a Film. | [ 1 ] [ 47 ]                                                                              |
| 2003 | "Me Against the Music" (part. de Madonna)                 | Paul Hunter                      | | [ 1 ]                                                                                     |
| 2004 | "Toxic"                                                   | Joseph Kahn                      | - Visual Effects Society Award para Outstanding Visual Effects in a Music Video. - 2º lugar na lista Best '00s Music Videos de acordo com a Billboard's Readers Poll. - 20ª posição na lista 50 Sexiest Videos of all Time do MuchMusic. - Vevo Certified. - Sexiest Music Video of all Time conforme votação do MUZU.TV. - Nomeado - MTV Australia Award para Best Dance Video. - Nomeado - MTV Australia Award para Sexiest Video. - Nomeado - MTV Video Music Award para Best Dance Video. - Nomeado - MTV Video Music Award para Best Female Video. - Nomeado - MTV Video Music Award para Best Pop Video. - Nomeado - MTV Video Music Award para Video of the Year. - Nomeado - MuchMusic Video Award para Best International Artist Video. | [ 1 ] [ 14 ] [ 48 ] [ 49 ] [ 50 ] [ 12 ] [ 36 ] [ 37 ] [ 51 ] [ 51 ] [ 52 ] [ 52 ] [ 53 ] |
| 2004 | "Everytime"                                               | David LaChapelle                 | | [ 1 ]                                                                                     |
| 2004 | "Outrageous"                                              | Dave Meyers                      | | [ 1 ] [ 55 ]                                                                              |
| 2004 | "My Prerogative"                                          | Jake Nava                        | | [ 1 ]                                                                                     |
| 2005 | "Do Somethin'"                                            | Britney Spears e Billie Woodruff | - Nomeado - MTV Video Music Brasil de Melhor Videoclipe Internacional. | [ 1 ] [ 56 ] [ 57 ]                                                                       |
| 2005 | "Someday (I Will Understand)"                             | Michael Haussman                 | | [ 1 ]                                                                                     |
| 2007 | "Gimme More"                                              | Jake Sarfaty                     | - Vevo Certified. | [ 58 ] [ 37 ]                                                                             |
| 2007 | "Piece of Me"                                             | Wayne Isham                      | - MTV Video Music Award para Best Female Video. - MTV Video Music Award para Best Pop Video. - MTV Video Music Award para Video of the Year. - 6º videoclipe mais visualizado no sítio MTV.com em 2008. | [ 59 ] [ 60 ] [ 61 ]                                                                      |
| 2008 | "Break the Ice"                                           | Robert Hales                     | | [ 62 ]                                                                                    |
| 2008 | "Womanizer"                                               | Joseph Kahn                      | - MTV Video Music Award para Best Pop Video. - NRJ Music Award para Clip de l’année. - Best Video of 2008 segundo eleição do Fuse. - Vídeo musical mais visualizado no site MTV.com em 2008. - Vevo Certified. - Nomeado - International Dance Music Award para Best Music Video. - Nomeado - MTV Video Music Award para Video of the Year. - Nomeado - Myx Music Award para Favorite International Video. | [ 63 ] [ 64 ] [ 65 ] [ 66 ] [ 61 ] [ 36 ] [ 37 ] [ 67 ] [ 68 ]                            |
| 2008 | "Circus"                                                  | Francis Lawrence                 | - MTV Australia Award para Best Moves. - Best Video of 2009 conforme enquete do Fuse. - Vevo Certified. - Nomeado - MTV Europe Music Award para Best Video. - Nomeado - MTV Video Music Award para Best Art Direction. - Nomeado - MTV Video Music Award para Best Choreography. - Nomeado - MTV Video Music Award para Best Cinematography. - Nomeado - MTV Video Music Award para Best Editing. | [ 69 ] [ 70 ] [ 71 ] [ 72 ] [ 36 ] [ 37 ] [ 73 ] [ 64 ]                                   |
| 2009 | "If U Seek Amy"                                           | Jake Nava                        | | [ 74 ] [ 75 ]                                                                             |
| 2009 | "Radar"                                                   | Dave Meyers                      | | [ 76 ]                                                                                    |
| 2009 | "Kill the Lights"                                         | Puny                             | |                                                                                           |
| 2009 | "3"                                                       | Diane Martel                     | - Nomeado - International Dance Music Award para Best Music Video. | [ 78 ] [ 79 ]                                                                             |
| 2011 | "Hold It Against Me"                                      | Jonas Åkerlund                   | - Vevo Certified. | [ 80 ] [ 36 ] [ 37 ]                                                                      |
| 2011 | "Till the World Ends"                                     | Ray Kay                          | - MTV Video Music Award para Best Pop Video. - Vevo Certified. - Nomeado - MTV Video Music Award para Best Choreography. - Nomeado - MuchMusic Video Award para International Artist Video of the Year. - Nomeado - MuchMusic Video Award para UR Fave International Video. | [ 81 ] [ 82 ] [ 36 ] [ 37 ] [ 83 ]                                                        |
| 2011 | "I Wanna Go"                                              | Chris Marrs Piliero              | - Best Video of 2011 de acordo com votação do Fuse. - Vevo Certified. | [ 84 ] [ 85 ] [ 72 ] [ 86 ] [ 36 ] [ 37 ]                                                 |
| 2011 | "Criminal"                                                | Chris Marrs Piliero              | |                                                                                           |
| 2012 | "Scream & Shout" (com will.i.am)                          | Ben Mor                          | - Vevo Certified. - Nomeado - MuchMusic Video Award para International Artist Video of the Year. | [ 1 ] [ 87 ] [ 88 ] [ 36 ] [ 37 ] [ 89 ] [ 90 ]                                           |
| 2013 | "Ooh La La"                                               | Marc Klasfeld                    | | [ 91 ]                                                                                    |
| 2013 | "Work Bitch"                                              | Ben Mor                          | - Vevo Certified. | [ 92 ] [ 36 ] [ 37 ]                                                                      |
| 2013 | "Perfume"                                                 | Joseph Kahn                      | | [ 93 ]                                                                                    |
| 2015 | "Pretty Girls" (com Iggy Azalea)                          | Cameron Duddy e Iggy Azalea      | - Best Video of 2015 segundo eleição do Fuse. - Vevo Certified. | [ 94 ] [ 36 ] [ 37 ]                                                                      |
| 2016 | "Make Me..." (part. de G-Eazy)                            | Randee St. Nicholas              | | [ 54 ]                                                                                    |
| 2016 | "Slumber Party" (com part. de Tinashe)                    | Colin Tilley                     | | [ 96 ]                                                                                    |
| 2022 | "Hold Me Closer" (com Elton John)                         | Tanu Muino                       | |                                                                                           |
| 2022 | "Hold Me Closer" (Joel Corry Remix) (com Elton John)      | Rebekah Creative                 | |                                                                                           |
| 2022 | "Hold Me Closer" (acoustic) (com Elton John)              | Tristan Nash                     | |                                                                                           |

### Como artista participante
| Ano  | Canção | Diretor                   | Ref.  |
| ---- | --- | ------------------------- | ----- |
| 2001 | "What's Going On?" (Artists Against AIDS Worldwide)                                                              | Jake Scott e Malik Sayeed | [ 1 ] |
| 2013 | "Scream & Shout (Remix)" (will.i.am, com part. de Britney Spears, Diddy, Hit-Boy, Lil Wayne & Waka Flocka Flame) | Ben Mor                   |       |

## Álbuns de vídeo
| Detalhes                                                                                                 | Melhores posições atingidas | Certificações                                                                                |
| Detalhes                                                                                                 | EUA                         | Certificações                                                                                |
| --- | --------------------------- | -------------------------------------------------------------------------------------------- |
| Time Out with Britney Spears - Lançamento: 21 de dezembro de 1999 - Formatos: VHS, DVD                   | 1                           | - ALE: Ouro - CAN: 4× Platina - EUA: 3× Platina - RU: Ouro                                   |
| Live and More! - Lançamento: 21 de novembro de 2000 - Formatos: VHS, DVD                                 | 3                           | - ALE: Ouro - EUA: 3× Platina - FRA: Platina - RU: Platina                                   |
| Britney: The Videos - Lançamento: 20 de novembro de 2001 - Formatos: VHS, DVD                            | 1                           | - EUA: 2× Platina - FRA: Platina - RU: Ouro                                                  |
| Britney Spears Live from Las Vegas - Lançamento: 12 de fevereiro de 2002 - Formatos: DVD                 | 1                           | - ARG: 2× Platina - AUS: Platina - EUA: 2× Platina - FRA: Platina - MEX: Ouro - RU: Ouro     |
| Britney Spears: In the Zone - Lançamento: 6 de abril de 2004 - Formatos: DVD                             | 1                           | - ARG: Platina - AUS: Ouro - BRA: Ouro - EUA: Platina - FRA: Platina - MEX: Ouro - RU: Ouro  |
| Greatest Hits: My Prerogative - Lançamento: 9 de novembro de 2004 - Formatos: DVD                        | 3                           | - ARG: 2× Platina - AUS: 3× Platina - EUA: 2× Platina - FRA: Platina - JAP: Ouro - MEX: Ouro |
| Britney Spears Live: The Femme Fatale Tour - Lançamento: 21 de novembro de 2011 - Formatos: DVD, Blu-ray | 2                           | - AUS: Ouro - EUA: Platina - FRA: Ouro                                                       |

### Documentários
| Detalhes                                                                                        | Melhores posições atingidas |
| Detalhes                                                                                        | EUA                         |
| ----------------------------------------------------------------------------------------------- | --------------------------- |
| Stages: Three Days in Mexico - Lançamento: dezembro de 2002 - Formatos: DVD                     | —                           |
| Britney & Kevin: Chaotic... The DVD & More - Lançamento: 27 de setembro de 2005 - Formatos: DVD | —                           |
| Britney: For the Record - Lançamento: 7 de abril de 2009 - Formatos: DVD                        | 3                           |
| "—" indica uma obra que não entrou na tabela musical correspondente.                            |                             |

## Filmografia

### Cinema
| Ano  | Título                      | Personagem                   | Notas                            |
| ---- | --------------------------- | ---------------------------- | -------------------------------- |
| 2001 | Longshot                    | Comissária de bordo          | Participação                     |
| 2002 | Crossroads                  | Lucy Wagner                  | Também produtora executiva       |
| 2002 | Austin Powers in Goldmember | Robô / Ela mesma             | Participação                     |
| 2003 | Pauly Shore Is Dead         | Ela mesma                    | Participação                     |
| 2004 | Fahrenheit 9/11             | Ela mesma                    | Documentário; imagens de arquivo |
| 2019 | Corporate Animals           | O fantasma de Britney Spears | Participação (voz)               |

### Televisão
| Ano       | Título                                    | Papel                         | Notas                                                                                               | Ref.    |
| --------- | ----------------------------------------- | ----------------------------- | --------------------------------------------------------------------------------------------------- | ------- |
| 1992      | Star Search                               | Concorrente                   | Temporada 9, Episódio 12: Categoria vocalista mirim                                                 | [ 115 ] |
| 1993-1994 | The All-New Mickey Mouse Club             | Vários                        | Temporadas 6-7                                                                                      | [ 116 ] |
| 1999      | Sabrina, the Teenage Witch                | Ela mesma                     | Temporada 4, Episódio 1: "No Place Like Home"                                                       | [ 117 ] |
| 1999      | Kenan and Kel                             | Ela mesma                     | Temporada 4, Episódio 7-8: "Aww, Here It Goes To Hollywood" (2ª Parte)                              | [ 118 ] |
| 1999      | The Famous Jett Jackson                   | Ela mesma                     | Temporada 2, Episódio 8: "Ghost Dance"                                                              | [ 119 ] |
| 1999      | Médico de Família                         | Ela mesma                     | Temporada 9, Episódio 11: "Otra Oportunidad"                                                        | [ 120 ] |
| 2000      | The Simpsons                              | Ela mesma (voz)               | Temporada 11, Episódio 12: "The Mansion Family"                                                     | [ 121 ] |
| 2000      | All That                                  | Ela mesma / Convidada musical | Temporada 6, Episódio 10: "Britney Spears"                                                          |         |
| 2000      | Saturday Night Live                       | Ela mesma / Convidada musical | Temporada 25, Episódio 19: Cantando "Oops!... I Did It Again" e "Don't Let Me Be the Last to Know". | [ 122 ] |
| 2002      | All That                                  | Ela mesma / Convidada musical | Temporada 7, Episódio 4: "Britney Spears"                                                           |         |
| 2002      | Saturday Night Live                       | Ela mesma / Convidada musical | Temporada 27, Episódio 12: Cantando "I'm Not a Girl, Not Yet a Woman" e "Boys"                      | [ 122 ] |
| 2002      | Hooves of Fire                            | Donner (voz)                  | Especial de Natal                                                                                   | [ 123 ] |
| 2002      | Legend of the Lost Tribe                  | Donner (voz)                  | Especial de Natal                                                                                   | [ 123 ] |
| 2003      | Saturday Night Live                       | Ela mesma                     | Temporada 28, Episódio 13: Segmento Weekend Update                                                  | [ 122 ] |
| 2003      | All That                                  | Ela mesma / Convidada musical | Temporada 8, Episódio 10: "Britney Spears / Justincase"                                             |         |
| 2003      | Punk'd                                    | Ela mesma                     | Temporada 1; Episódio 8: "Rosario Dawson, Britney Spears"                                           | [ 124 ] |
| 2003      | Saturday Night Live                       | Ela mesma / Convidada musical | Temporada 29, Episódio 3: Cantando "Me Against the Music" e "Everytime"; monólogo de abertura       | [ 122 ] |
| 2004      | All That                                  | Ela mesma / Convidada musical | Temporada 9, Episódio 9: "Britney Spears / Nick Cannon"                                             |         |
| 2004      | Brave New Girl                            | —                             | Telefilme baseado em seu livro A Mother's Gift (2001); produtora executiva                          | [ 125 ] |
| 2005      | Britney and Kevin: Chaotic                | Ela mesma                     | Reality show; produtora executiva                                                                   | [ 126 ] |
| 2006      | Will & Grace                              | Amber-Louise                  | Temporada 8; Episódio 18: "Buy, Buy Baby"                                                           | [ 127 ] |
| 2008      | How I Met Your Mother                     | Abby                          | Temporada 3; Episódios 13 e 14: "Ten Sessions" e "The Bracket"                                      | [ 128 ] |
| 2008      | Britney: For the Record                   | Ela mesma                     | Documentário televiso                                                                               | [ 129 ] |
| 2010      | Glee                                      | Ela mesma                     | Temporada 2; Episódio 2: "Britney/Brittany"                                                         | [ 130 ] |
| 2012      | The Pauly D Project                       | Ela mesma                     | Reality show; Temporada 1; Episódio 11: "Divas, Diamonds and D****"                                 | [ 131 ] |
| 2012      | The X Factor                              | Jurada / Mentora              | Temporada 2                                                                                         | [ 132 ] |
| 2013      | Miley: The Movement                       | Ela mesma                     | Documentário televiso                                                                               | [ 133 ] |
| 2013      | I Am Britney Jean                         | Ela mesma                     | Documentário televiso; produtora executiva                                                          | [ 134 ] |
| 2015      | Jane the Virgin                           | Ela mesma                     | Temporada 2; Episódio 27: "Chapter Twenty-Seven"                                                    | [ 135 ] |
| 2016      | Jamie Lynn Spears: When the Lights Go Out | Ela mesma                     | Documentário televiso                                                                               | [ 136 ] |

### Comerciais
| Ano  | Empresa                 | Produto                                                                            | Ref.    |
| ---- | ----------------------- | ---------------------------------------------------------------------------------- | ------- |
| 1993 | Louis Maull Company     | Maull's barbecue sauce                                                             | [ 137 ] |
| 1995 | BellSouth               | Telefone                                                                           |         |
| 1999 | UHA Mikakuto            | Bala: Suki                                                                         |         |
| 2000 | Time Inc.               | Revista: Teen People                                                               |         |
| 2000 | McDonald's              | Álbuns: Your #1 Video Requests... and More! Reprodutor de mídia portátil: HitClips | [ 138 ] |
| 2001 | PepsiCo                 | Refrigerante: Pepsi                                                                | [ 139 ] |
| 2001 | PepsiCo                 | Evento esportivo: Pepsi 400                                                        |         |
| 2001 | MTV                     | MTV Video Music Awards de 2001                                                     |         |
| 2002 | PepsiCo                 | Refrigerante: Pepsi                                                                | [ 140 ] |
| 2002 | PepsiCo                 | Evento esportivo: Copa do Mundo FIFA de 2002                                       | [ 141 ] |
| 2002 | PepsiCo                 | Refrigerante: Pepsi Twist                                                          | [ 142 ] |
| 2002 | PlayStation             | Jogo de videogame: Britney's Dance Beat                                            | [ 143 ] |
| 2002 | Toyota                  | Carro: Toyota Vios                                                                 |         |
| 2003 | Kirin Company           | Refrigerante: G. G. Tea                                                            | [ 144 ] |
| 2003 | CC Media Holdings, Inc. | Estação de rádio: Z100                                                             |         |
| 2004 | PepsiCo                 | Refrigerante: Pepsi                                                                | [ 145 ] |
| 2004 | Elizabeth Arden, Inc.   | Perfume: Curious                                                                   |         |
| 2005 | Elizabeth Arden, Inc.   | Perfume: Fantasy                                                                   |         |
| 2008 | MTV                     | MTV Video Music Awards de 2008                                                     | [ 146 ] |
| 2009 | MTV                     | MTV Video Music Awards de 2009                                                     | [ 147 ] |
| 2010 | Candie's                | Roupa: Coleção de Edição Limitada                                                  | [ 148 ] |
| 2010 | Elizabeth Arden, Inc.   | Perfume: Radiance                                                                  | [ 149 ] |
| 2011 | MTV                     | MTV Video Music Awards de 2011                                                     | [ 150 ] |
| 2012 | Hasbro                  | Jogo: Twister Dance                                                                | [ 151 ] |
| 2012 | Elizabeth Arden, Inc.   | Perfume: Fantasy Twist                                                             | [ 152 ] |
| 2013 | Hasbro                  | Jogo: Twister Dance Rave                                                           | [ 153 ] |
| 2015 | Elizabeth Arden, Inc.   | Perfume: Fantasy Intimate Edition                                                  |         |
| 2016 | Elizabeth Arden, Inc.   | Perfume: Private Show                                                              | [ 154 ] |
| 2016 | Apple                   | Serviço de streaming de música: Apple Music                                        | [ 155 ] |
| 2018 | Elizabeth Arden, Inc.   | Perfume: Prerogative                                                               | [ 156 ] |